# Hiroyuki Asada
Pour les articles homonymes, voir Asada.
 (novembre 2008).
Si vous disposez d'ouvrages ou d'articles de référence ou si vous connaissez des sites web de qualité traitant du thème abordé ici, merci de compléter l'article en donnant les références utiles à sa vérifiabilité et en les liant à la section « Notes et références ».
浅田・弘幸
Œuvres principales
Première œuvre : Hades
Autres ouvrages :
- Bad dane Yoshio-kun
- Minto-Sleeping Rabbit
- Eccentric Dobatto
- Pretty Bunny
- Renka
- Indian Summer
- I'll
- Letter Bee

Hiroyuki Asada (浅田・弘幸, Asada Hiroyuki) est un mangaka japonais né le 15 février 1968  à Yokohama dans la préfecture de Kanagawa, au Japon.
Il est principalement connu pour être l’auteur des mangas I'll et Letter Bee.

## Biographie
Hiroyuki Asada est né lors d’une soirée historique de la région du Kantô. En effet, le record de chute de neige du Kantô a été battu ce soir-là. Le prénom Hiroyuki fait d’ailleurs référence à cet événement : il s’agit d’une contraction de l’expression Shiroi Yuki qui signifie « neige blanche ».
Hiroyuki Asada publie sa première histoire courte, Hades, en 1986 dans le magazine Shônen Jump de la maison d’édition Shūeisha. Ses premiers tankōbon paraissent en 1989 sous le nom de Bad dane Yoshio-kun (« tu es un rebelle, Yoshio »).
Il ne devient véritablement célèbre qu’en 1996 lors de la parution de son œuvre majeure, I’ll. Ce manga en 14 tomes sera publié en pas moins de neuf ans dans des pays du monde entier (France, Inde, États-Unis…). Une grosse communauté d’inconditionnels est notamment née en France, celle-ci poussant même un nouvel éditeur à reprendre la publication de I’ll quand celle-ci fut abandonnée par un premier éditeur.
I'll narre l’histoire de jeunes adolescents en pleine construction de leur personnalité sous un fond de basket ball. Le sport n’est qu’un prétexte pour voir évoluer les jeunes héros et vivre avec eux des moments du quotidien. Ces moments sont tantôt parsemés de poésie, de mélancolie, de montée d’adrénaline, d’humour exacerbé.
Hiroyuki Asada est également connu pour son œuvre inachevée, Renka, et pour son œuvre Letter Bee.
Il fait partie, avec Shou Tajima (Môryô Senki Madara) et Takeshi Obata (Death Note, Hikaru no Go) du groupe de mangakas Mizugame 3 (« Mizugame »  est le signe astrologique du Verseau, que les trois dessinateurs ont en commun).

## Commentaire
Hiroyuki Asada le dit lui-même, il adore les chats et s’en inspire notamment pour dessiner les yeux de ses personnages. Son trait de crayon est très fin et lui permet de détailler au maximum ses dessins. En effet, Hiroyuki Asada est très attaché aux détails, que ce soit pour les décors ou les vêtements des personnages.

### Mangas
- Hades, 1986, nouvelle
- Bad dane Yoshio-kun, 1989, 4 volumes
- Minto-Sleeping Rabbit, 1992, 2 volumes
- Eccentric Dobatto, 1992, nouvelle
- Pretty Bunny, 1993, nouvelle
- Renka, 1994, 1 volume
- Indian Summer, 1996, nouvelle
- I’ll, 1996, 14 volumes
- Crazy Kouzu BC, 2000, recueil d’histoires et de nouvelles dont la plupart concerne I’ll et Renka
- Letter Bee, 2006-2015, 20 volumes

### Guidebook
- Crazy Kouzu Fan Book, 2002
- Letter Bee Handbook, 2009

### Artbook
- Hone no Saki, 2000, artbook consacré à I'll
- Water, 2011, artbook principalement axé sur I'll et présentant également quelques illustrations inédites
- Shine, 2011, artbook consacré à Letter Bee

### Couvertures de roman
- Battle Holmes de Kengo Kaji, 2001, 2 volumes
- Chocolate Heaven mint de Sumish Araki
- Goodbye chocolate Heaven de Sumish Araki

### Diverses participations
- Hiroyuki Asada participe au recueil collectif Robot avec ses nouvelles Pez
- Hiroyuki Asada a écrit avec Shou Tajima (auteur de MPD Psycho) un livre illustré intitulé Shou Tajima VS Hiroyuki Asada
- Hiroyuki est l'un des nombreux dessinateurs ayant participé à Adidas Manga Fever (Fever, la rencontre ultime) paru à l'occasion de la coupe du monde de football en 2002.